# Augochlora mourei
Augochlora mourei är en biart som beskrevs av Michener 1954. Augochlora mourei ingår i släktet Augochlora och familjen vägbin. Inga underarter finns listade.